# Wzdół-Kolonia
Wzdół-Kolonia est une localité polonaise de la gmina de Bodzentyn, située dans le powiat de Kielce en voïvodie de Sainte-Croix.